# Atticus Ross
Atticus Matthew Cowper Ross (Ladbroke Grove, Gran Londres; 16 de enero de 1968) es un músico, compositor y productor británico. Junto con Trent Reznor, ganó el premio de la Academia a la mejor banda sonora por la película The social network en 2011 y por Soul en 2021.

## Carrera temprana
Atticus Ross se dio a notar a mediados de la década de los 90 como programador para Tim Simenon's Bomb the Bass durante el período de los álbumes Unknown Territory y Clear. Trabajó en una serie de proyectos de producción y remezclas con Simenon, así como en la formación de una relación de colaboración con el ex Bad Seed, Barry Adamson. Programó The Black Inside Me y Oedipus Schmoedipus, y produjo As Above So Below antes de formar su propia banda 12 Rounds con Claudia Sarne y Adam Holden, con la que lanzaron dos álbumes, Jitterjuice (Polydor Records) y My Big Hero (Nothing Records). El tercer álbum fue producido por Trent Reznor, de Nothing Records, pero nunca se terminó.

## Carrera del 2000 al presente
Desde que se mudó a los Estados Unidos en el 2000, Ross ha sido acreditado como productor y programador en cinco álbumes de Nine Inch Nails: With Teeth, Year Zero, Ghosts I-IV (en el cual también es acreditado como coescritor)  The Slip y Bad Witch Actuó además en el concierto de despedida de Nine Inch Nails en Wiltern. Más allá de Nine Inch Nails, ha trabajado con Trent Reznor en otras cuestiones, como las grabaciones de Saul Williams y Zack de la Rocha. En el 2009 coprodujeron temas para la reformada Jane's Addiction, junto con Alan Moulder. 
En mayo del 2010, Ross apareció en un video y fue nombrado miembro de un proyecto secreto, How to Destroy Angels, una colaboración que también incluye a Trent Reznor y la esposa de Reznor, Mariqueen Maandig.
Ayudó con dos álbumes de Korn: See You On The Other Side y Untitled en los años en 2005 y 2007 respectivamente.

## Cine y televisión
Ross trabajó en la música para cine en 2000; compuso la serie de televisión de los hermanos Hughes Touching Evil, con su esposa Claudia Sarne y su hermano Leopold Ross. También compuso la música de la película The Book of Eli (2010), protagonizada por Denzel Washington y Gary Oldman. La banda sonora fue lanzada por Reprise Records el 12 de enero de 2010 e incluye un remix de David Sitek con el título Panoramic. Ganó en los BMI Awards y le dio una nominación a Ross como "Descubrimiento del Año" en los World Soundtrack Awards 2010. El 1 de julio de 2010, Trent Reznor anunció que él y Ross compondrían la música para la película de David Fincher, The Social Network. La banda sonora fue lanzada por The Null Corporation el 28 de septiembre de 2010. En 2014 participaron en las películas 47 Ronin y Gone Girl.

## Premios
El 16 de febrero (43.º cumpleaños de Ross), junto a su colaborador Trent Reznor, ganó el premio por Mejor Banda Sonora en los 68ª entrega de los Globos de Oro para la Mejor Banda Sonora, en la película The Social Network. 
EL 27 de febrero de 2011, Ross y Reznor recibieron el premio de la Academia a la Mejor Banda Sonora por The Social Network.

## Trabajos

### En películas y televisión
- Touching Evil – 2004 (con Claudia Sarne y Leopold Ross)
- Allen Hughes' segmento de New York, I Love You – 2009 (con Claudia Sarne and Leopold Ross)
- The Book of Eli – 2010
- The Social Network – 2010 (con Trent Reznor)
- The Girl with the Dragon Tattoo – 2011 (con Trent Reznor)
- The segment "2006" de Dias de Gracia – 2011 (con Claudia Sarne and Leopold Ross)
- Broken City – 2013 (con Claudia Sarne y Leopold Ross)
- Gone Girl – 2014 (con Trent Reznor)
- Love and Mercy – 2015
- Blackhat - 2015 (con Harry Gregson-Williams)
- Triple Nine
- Crocodile Gennadiy – (con Leopold Ross)
- Mid90s – 2018 (con Trent Reznor)
- The Woman in the Window – 2019 (con Trent Reznor)
- Challengers - 2023 (con Trent Reznor)[3]
- El abismo secreto - 2025 (con Trent Reznor)

### Trabajos con Nine Inch Nails
- Producción y programación 
  - With Teeth (2005)
  - Year Zero (2007)
  - The Slip (2008)
- Composición, producción y programación 
  - Ghosts I–IV (2008)
- Producción, programación, arreglos e ingeniería
  - Hesitation Marks (2013)

### Producciones discográficas
- No Jahoda – Jahoda Witness
- Korn – See You on the Other Side (también como coescritor)
- Korn – Untitled
- Coheed and Cambria – Year of The Black Rainbow (con Joe Barresi)
- Perry Farrell – "Go All the Way (Into the Twilight)"
- Loverman – Human Nurture (con Joe Barresi)
- Halsey - If I Can't Have Love, I Want Power

## Premios y nominaciones
Premios Óscar
| Año  | Categoría      | Película           | Resultado |
| ---- | -------------- | ------------------ | --------- |
| 2011 | Mejor película | The social network | Ganador   |